# Curl of the Burl
Curl of the Burl ist ein Lied der US-amerikanischen Progressive-Metal-Band Mastodon. Es ist die zweite Singleauskopplung aus ihrem fünften Studioalbum The Hunter.

## Entstehung und Hintergrund
Das Lied wurde vom Gitarristen Brent Hinds und dem Schlagzeuger Brann Dailor geschrieben. Laut Dailor entstand das Lied innerhalb von 20 Minuten. Laut Dailor kam Hinds eines Tages in einem betrunkenen und bekifften Zustand in den Proberaum der Band und spielte den Rhythmusteil der Lieder auf seiner Gitarre ein. Dailor trug die Melodie des Refrains bei. Da sich im Proberaum ein kleines Tonstudio befand wurde eine Demoaufnahme erstellt und an den Produzenten Mike Elizondo geschickt.
Mit Burl (engl. für Knoten) sind Auswüchse an kranken Bäumen gemeint. Innerhalb dieser Knoten befinden sich kleine Wirbel. Laut Troy Sanders würden viele Menschen diese Knoten von den Bäumen sägen und das Holz an Holzhändler und Möbelfabrikanten verkaufen. Im Nordwesten der USA gab es zu einer Zeit viele Menschen, die mit Kettensägen in den Wald gingen, diese Knoten abschnitten und das Holz verkauften, um sich für das Geld die Droge Crystal Meth zu kaufen. Für das Lied wurde ein Musikvideo gedreht, das die Geschichte mit B-Movie-typischen Humor nacherzählt. Hauptdarsteller des Videos ist Bill Oberst Jr.
Der kanadische Musiker Andrew Baena veröffentlichte im Juli 2017 ein Mashup von Curl of the Burl mit dem Lied Like a Prayer von Madonna.

## Rezeption
Dirk Konz vom Onlinemagazin Metalnews bezeichnete Curl of the Burl als „eingängig-seltsames Lied“ und zog Vergleiche zum Stoner Rock bzw. der Band Kyuss. In vielen weiteren Rezensionen wurde das Lied als Ohrwurm oder Paukenschlag bezeichnet. Michael Rensen vom deutschen Magazin Rock Hard hingegen bewertete das Lied als „misslungen“. Die Single erreichte Platz 43 der US-amerikanischen Hot Mainstream Rock Tracks-Charts.
Curl of the Burl wurde im Jahre 2012 für den Grammy in der neu geschaffenen Kategorie Best Hard Rock/Metal Performance nominiert. Der Preis ging jedoch an die Foo Fighters. Bei den Loudwire Music Awards 2011 wurde Curl of the Burl in den Kategorien Best Metal Song und Best Video nominiert, die Preise gingen jedoch an Megadeth bzw. Rammstein.